# Seattle Ironmen
Die Seattle Ironmen waren ein US-amerikanisches Eishockeyfranchise der Pacific Coast Hockey League aus Seattle, Washington.  

## Geschichte
Die Seattle Ironmen wurden zur Saison 1944/45 als Franchise der Pacific Coast Hockey League gegründet. In ihrer Premierenspielzeit belegte die Mannschaft auf Anhieb in der regulären Saison den ersten Platz der North Division und gewann in den Playoffs den Lester Patrick Cup, den Meistertitel der PCHL. An diesen Erfolg konnte das Team in der Folgezeit nicht mehr anschließen. Einzig in der Saison 1947/48 erreichten die Ironmen noch einmal den ersten Platz der North Division. 
Im Anschluss an die Saison 1951/52 wurde die PCHL durch die Western Hockey League abgelöst und die Seattle Ironmen stellten den Spielbetrieb ein. 

## Saisonstatistik
Abkürzungen: GP = Spiele, W = Siege, L = Niederlagen, T = Unentschieden, OTL = Niederlagen nach Overtime SOL = Niederlagen nach Shootout, Pts = Punkte, GF = Erzielte Tore, GA = Gegentore, PIM = Strafminuten
| Saison  | GP | W  | L  | T  | OTL | SOL | Pts | GF  | GA  | Platz     | Playoffs           |
| 1944/45 | 27 | 20 | 6  | 1  | —   | —   | 43  | 161 | 84  | 1., North | Lester Patrick Cup |
| 1945/46 | 58 | 29 | 29 | 0  | —   | —   | 58  | 251 | 214 | 3., North |                    |
| 1946/47 | 60 | 34 | 25 | 1  | —   | —   | 69  | 263 | 195 | 2., North |                    |
| 1947/48 | 66 | 42 | 21 | 3  | —   | —   | 87  | 311 | 239 | 1., North |                    |
| 1948/49 | 70 | 29 | 36 | 5  | —   | —   | 63  | 225 | 246 | 5., North |                    |
| 1949/50 | 70 | 32 | 27 | 11 | —   | —   | 75  | 212 | 237 | 4., North |                    |
| 1950/51 | 70 | 23 | 36 | 11 | —   | —   | 57  | 214 | 249 | 5., PCHL  |                    |
| 1951/52 | 70 | 30 | 31 | 9  | —   | —   | 69  | 252 | 280 | 4., PCHL  |                    |